# Sportsklubben Brann 2019
Questa voce raccoglie le informazioni riguardanti lo Sportsklubben Brann nelle competizioni ufficiali della stagione 2019.

## Stagione
Il Brann ha chiuso la stagione al 9º posto, mentre l'avventura nel Norgesmesterskapet si è chiusa al quarto turno, con l'eliminazione subita per mano del Ranheim. In Europa League, il Brann è stato sconfitto al primo turno di qualificazione, contro lo Shamrock Rovers.
Bismar Acosta è stato il calciatore più utilizzato in stagione, a quota 33 presenze tra campionato e coppe. Daouda Bamba è stato invece il miglior marcatore, con 7 reti realizzate tra tutte le competizioni.

## Maglie e sponsor
Lo sponsor tecnico per la stagione 2019 è stato Nike, mentre lo sponsor ufficiale è stato Sparebanken Vest. La divisa casalinga è composta da un completo rosso con rinifiniture bianche. Quella da trasferta era invece completamente nera, con rifiniture rosse.
| Casa | Trasferta |

## Rosa
| N. |                                 | Ruolo | Calciatore              |
| -- | ------------------------------- | ----- | ----------------------- |
| 1  | Norvegia (bandiera)             | P     | Håkon Opdal             |
| 2  | Estonia (bandiera)              | D     | Taijo Teniste           |
| 3  | Paesi Bassi (bandiera)          | D     | Vito Wormgoor           |
| 4  | Norvegia (bandiera)             | D     | Christian Eggen Rismark |
| 5  | Norvegia (bandiera)             | D     | Thomas Grøgaard         |
| 6  | Svezia (bandiera)               | D     | Jesper Löfgren          |
| 7  | Ghana (bandiera)                | A     | Gilbert Koomson         |
| 8  | Norvegia (bandiera)             | C     | Fredrik Haugen          |
| 9  | Norvegia (bandiera)             | C     | Petter Strand           |
| 10 | Bosnia ed Erzegovina (bandiera) | C     | Amer Ordagić            |
| 11 | Costa d'Avorio (bandiera)       | A     | Daouda Bamba            |
| 12 | Norvegia (bandiera)             | P     | Eirik Holmen Johansen   |
| 14 | Paesi Bassi (bandiera)          | A     | Ludcinio Marengo        |
| 15 | Costa Rica (bandiera)           | A     | Bismar Acosta           |
| 16 | Norvegia (bandiera)             | C     | Ruben Yttergård Jenssen |
| 17 | Fær Øer (bandiera)              | A     | Gilli Rólantsson        |
| 18 | Norvegia (bandiera)             | A     | Azar Karadas            |

| N. |                     | Ruolo | Calciatore               |
| -- | ------------------- | ----- | ------------------------ |
| 19 | Norvegia (bandiera) | A     | Veton Berisha            |
| 21 | Norvegia (bandiera) | D     | Ruben Kristiansen        |
| 23 | Norvegia (bandiera) | C     | Kristoffer Løkberg       |
| 24 | Norvegia (bandiera) | P     | Emil Harloff             |
| 27 | Norvegia (bandiera) | A     | Henrik Kjelsrud Johansen |
| 29 | Norvegia (bandiera) | C     | Kristoffer Barmen        |
| 31 | Norvegia (bandiera) | D     | Nicholas Marthinussen    |
| 32 | Norvegia (bandiera) | D     | Emil Kalsaas             |
| 33 | Norvegia (bandiera) | D     | Sander Marthinussen      |
| 34 | Norvegia (bandiera) | A     | Marius Bildøy            |
| 35 | Norvegia (bandiera) | D     | Håvar Kleppe             |
| 36 | Norvegia (bandiera) | P     | Hermann Ræstad           |
| 37 | Norvegia (bandiera) | C     | Andreas Eikeseth Mjøs    |
| 38 | Norvegia (bandiera) | A     | Håvard Rinde             |
| 39 | Norvegia (bandiera) | A     | Aune Heggebø             |
| 40 | Norvegia (bandiera) | C     | Erik Olaf Krohnstad      |
| 41 | Norvegia (bandiera) | A     | Mikal Berg Kvinge        |

## Calciomercato

### Sessione invernale(dal 09/01 al 01/04)
| Arrivi           | Arrivi                | Arrivi           | Arrivi        |
| R.               | Nome                  | da               | Modalità      |
| ---------------- | --------------------- | ---------------- | ------------- |
| P                | Eirik Holmen Johansen | Sandefjord       | definitivo    |
| P                | Håkon Opdal           |                  | svincolato    |
| D                | Jesper Löfgren        |                  | svincolato    |
| C                | Kristoffer Løkberg    |                  | svincolato    |
| C                | Petter Strand         |                  | svincolato    |
| A                | Veton Berisha         | Rapid Vienna     | definitivo    |
| Altre operazioni |                       |                  |               |
| R.               | Nome                  | da               | Modalità      |
| D                | Viðar Ari Jónsson     | FH Hafnarfjörður | fine prestito |
| A                | Marcus Mehnert        | Asker            | definitivo    |

| Partenze | Partenze               | Partenze     | Partenze      |
| R.       | Nome                   | a            | Modalità      |
| -------- | ---------------------- | ------------ | ------------- |
| P        | Markus Olsen Pettersen | Nest-Sotra   | prestito      |
| P        | Samuel Şahin-Radlinger | Hannover 96  | fine prestito |
| D        | Viðar Ari Jónsson      | Sandefjord   | definitivo    |
| C        | Peter Orry Larsen      |              | svincolato    |
| C        | Halldor Stenevik       |              | svincolato    |
| A        | Daniel Braaten         |              | svincolato    |
| A        | Steffen Lie Skålevik   | Sarpsborg 08 | definitivo    |
| A        | Marcus Mehnert         | Nest-Sotra   | prestito      |
| A        | Deyver Vega            | Vålerenga    | definitivo    |

### Tra le due sessioni
| Arrivi | Arrivi | Arrivi | Arrivi   |
| R.     | Nome   | da     | Modalità |
| ------ | ------ | ------ | -------- |

| Partenze | Partenze              | Partenze | Partenze |
| R.       | Nome                  | a        | Modalità |
| -------- | --------------------- | -------- | -------- |
| D        | Nicholas Marthinussen | Sotra    | prestito |
| A        | Marius Bildøy         | Åsane    | prestito |

### Sessione estiva(dal 01/08 al 31/08)
| Arrivi           | Arrivi           | Arrivi           | Arrivi           |
| R.               | Nome             | da               | Modalità         |
| Altre operazioni | Altre operazioni | Altre operazioni | Altre operazioni |
| R.               | Nome             | da               | Modalità         |
| ---------------- | ---------------- | ---------------- | ---------------- |
| A                | Erlend Hustad    | Notodden         | definitivo       |

| Partenze | Partenze                 | Partenze    | Partenze   |
| R.       | Nome                     | a           | Modalità   |
| -------- | ------------------------ | ----------- | ---------- |
| D        | Jesper Löfgren           | Mjällby     | prestito   |
| C        | Kristoffer Løkberg       | Viking      | definitivo |
| A        | Aune Heggebø             | Nest-Sotra  | prestito   |
| A        | Erlend Hustad            | Nest-Sotra  | prestito   |
| A        | Henrik Kjelsrud Johansen | Fredrikstad | definitivo |

### Dopo la sessione estiva
| Arrivi | Arrivi       | Arrivi     | Arrivi        |
| R.     | Nome         | da         | Modalità      |
| ------ | ------------ | ---------- | ------------- |
| A      | Aune Heggebø | Nest-Sotra | fine prestito |

| Partenze | Partenze     | Partenze   | Partenze |
| R.       | Nome         | a          | Modalità |
| -------- | ------------ | ---------- | -------- |
| P        | Emil Harloff | Nest-Sotra | prestito |

## Risultati

### Eliteserien

#### Girone di andata
| Arbitro: | Eskås (Oslo) |

|                          |           |                         |
| Hoff 45’ Børven 46’, 68’ | Marcatori | 2’, 76’ (rig.) Wormgoor |

| Arbitro: | Døvle (Larvik) |

|            |           |                |
| Strand 53’ | Marcatori | 40’ Pellegrino |

| Arbitro: | Hobber Nilsen (Oslo) |

|                              |           |            |
| Thorstvedt 64’ Ibrahimaj 79’ | Marcatori | 85’ Haugen |

| Arbitro: | Hansen (Feda) |

|            |           |           |
| Barmen 22’ | Marcatori | 38’ Shala |

| Arbitro: | Skjerven (Kaupanger) |

|              |           |                                 |
| Espejord 66’ | Marcatori | 52’ Løkberg 71’ (rig.) Wormgoor |

| Arbitro: | Kjensli (Oslo) |

|  |           |                 |
|  | Marcatori | 56’ Reginiussen |

| Arbitro: | Hagen (Grue) |

|  |           |             |
|  | Marcatori | 21’ Berisha |

| Arbitro: | Moen (Haugesund) |

|                        |           |            |
| Berisha 32’ Strand 40’ | Marcatori | 58’ Bateau |

| Arbitro: | Hafsås (Trondheim) |

|             |           |                      |
| Bjørkan 43’ | Marcatori | 28’ Bamba 31’ Acosta |

| Arbitro: | Hansen (Feda) |

|  |           |           |
|  | Marcatori | 88’ David |

| Arbitro: | Hagen (Grue) |

|              |           |              |
| Tronstad 62’ | Marcatori | 37’ Wormgoor |

| Arbitro: | Saggi (Drammen) |

|             |           |  |
| Koomson 73’ | Marcatori |  |

| Arbitro: | Moen (Haugesund) |

|                  |           |                       |
| James 84’ (rig.) | Marcatori | 61’ Yttergård Jenssen |

| Bergen 5 luglio 2019, ore 19:00 14ª giornata | Brann        | 0 – 0 referto | Mjøndalen | Brann Stadion (10.039 spett.)\| Arbitro: \| Hagen (Grue) \| |
| Arbitro:                                     | Hagen (Grue) |               |           |                                                             |

| Arbitro: | Moen (Haugesund) |

|                            |           |           |
| Bamba 3’ Eggen Rismark 61’ | Marcatori | 76’ Sørli |

#### Girone di ritorno
| Arbitro: | Smehus Kringstad |

|  |           |                                           |
|  | Marcatori | 30’ Bamba 45’ (rig.) Wormgoor 90’ Koomson |

| Arbitro: | Hagen (Grue) |

|                                   |           |             |
| Yttergård Jenssen 59’ Berisha 67’ | Marcatori | 81’ Braaten |

| Arbitro: | Døvle (Larvik) |

|                                 |           |           |
| Semb Aasmundsen 8’ Dragsnes 59’ | Marcatori | 19’ Bamba |

| Arbitro: | Skjerven (Kaupanger) |

|                       |           |                                               |
| Bamba 22’ Karadas 89’ | Marcatori | 39’ (aut.) Wormgoor 66’ O. Valakari 76’ Azemi |

| Arbitro: | Moen (Haugesund) |

|          |           |                                                 |
| Rafn 22’ | Marcatori | 13’ Strand 34’ Yttergård Jenssen 51’ Rólantsson |

| Arbitro: | Hafsås (Trondheim) |

|                |           |  |
| Pellegrino 13’ | Marcatori |  |

| Bergen 21 settembre 2019, ore 18:00 22ª giornata | Brann           | 0 – 0 referto | Haugesund | Brann Stadion (10.129 spett.)\| Arbitro: \| Saggi (Drammen) \| |
| Arbitro:                                         | Saggi (Drammen) |               |           |                                                                |

| Trondheim 28 settembre 2019, ore 20:00 23ª giornata | Rosenborg        | 0 – 0 referto | Brann | Lerkendal Stadion (12.578 spett.)\| Arbitro: \| Moen (Haugesund) \| |
| Arbitro:                                            | Moen (Haugesund) |               |       |                                                                     |

| Bergen 6 ottobre 2019, ore 20:00 24ª giornata | Brann        | 0 – 0 referto | Molde | Brann Stadion (9.821 spett.)\| Arbitro: \| Eskås (Oslo) \| |
| Arbitro:                                      | Eskås (Oslo) |               |       |                                                            |

| Arbitro: | Hafsås (Trondheim) |

|              |           |             |
| Lafferty 89’ | Marcatori | 14’ Teniste |

| Arbitro: | Saggi (Drammen) |

|           |           |            |
| Bamba 53’ | Marcatori | 9’ Saltnes |

| Arbitro: | Hansen (Feda) |

|           |           |  |
| Shala 45’ | Marcatori |  |

| Arbitro: | Skjerven (Kaupanger) |

|           |           |  |
| Bamba 74’ | Marcatori |  |

| Arbitro: | Moen (Haugesund) |

|                                                                       |           |  |
| Mawa 21’ Salvesen 37’, 43’ Tchamba Bangou 39’ Tokstad 48’ Stengel 66’ | Marcatori |  |

| Arbitro: | Hafsås (Trondheim) |

|           |           |                                                              |
| Haugen 9’ | Marcatori | 16’, 72’ Thorstvedt 39’ Furdal 66’ Ibrahimaj 90’ Friðjónsson |

### Norgesmesterskapet
| Arbitro: | Holtar Arnholt |

|                  |           |                                                                                          |
| Mjelde Tysse 25’ | Marcatori | 21’ Grøgaard 31’ (rig.), 55’ Kjelsrud Johansen 57’ Karadas 66’ (rig.), 80’ Eikeseth Mjøs |

| Arbitro: | Hansen Grøtta |

|                  |           |                                  |
| Mjelde Tysse 25’ | Marcatori | 56’ Kjelsrud Johansen 74’ Strand |

| Arbitro: | Eskås (Oslo) |

|                   |           |                                    |
| Haugen 27’ (rig.) | Marcatori | 41’ (aut.) Antonijevic 42’ Ordagić |

| Arbitro: | Kjensli (Oslo) |

|                                                 |           |  |
| Blakstad 12’, 65’ Reginiussen 50’ Solbakken 59’ | Marcatori |  |

### Europa League
| Arbitro: | Xhaja |

|                                |           |                              |
| Teniste 12’ Berisha 36’ (rig.) | Marcatori | 34’ (aut.) Ordagić 90’ Lopes |

| Arbitro: | Jóannesarson Á Høvdanum |

|                       |           |           |
| Byrne 76’ O'Neill 87’ | Marcatori | 57’ Bamba |

## Statistiche

### Statistiche di squadra
| Competizione       | Punti | In casa | In casa | In casa | In casa | In casa | In casa | In trasferta | In trasferta | In trasferta | In trasferta | In trasferta | In trasferta | Totale | Totale | Totale | Totale | Totale | Totale | DR |
| Competizione       | Punti | G       | V       | N       | P       | Gf      | Gs      | G            | V            | N            | P            | Gf           | Gs           | G      | V      | N      | P      | Gf     | Gs     | DR |
| ------------------ | ----- | ------- | ------- | ------- | ------- | ------- | ------- | ------------ | ------------ | ------------ | ------------ | ------------ | ------------ | ------ | ------ | ------ | ------ | ------ | ------ | -- |
| Eliteserien        | 40    | 15      | 5       | 6       | 4       | 14      | 16      | 15           | 5            | 4            | 6            | 18           | 21           | 30     | 10     | 10     | 10     | 32     | 37     | -5 |
| Norgesmesterskapet | -     | 0       | 0       | 0       | 0       | 0       | 0       | 4            | 3            | 0            | 1            | 10           | 6            | 4      | 3      | 0      | 1      | 10     | 6      | +4 |
| Europa League      | -     | 1       | 0       | 1       | 0       | 2       | 2       | 1            | 0            | 0            | 1            | 1            | 2            | 2      | 0      | 1      | 1      | 3      | 4      | -1 |
| Totale             | -     | 16      | 5       | 7       | 4       | 16      | 18      | 20           | 8            | 4            | 8            | 29           | 29           | 36     | 13     | 11     | 12     | 45     | 47     | -2 |

### Andamento in campionato
| Giornata  | 1  | 2  | 3  | 4  | 5  | 6  | 7 | 8 | 9 | 10 | 11 | 12 | 13 | 14 | 15 | 16 | 17 | 18 | 19 | 20 | 21 | 22 | 23 | 24 | 25 | 26 | 27 | 28 | 29 | 30 |
| --------- | -- | -- | -- | -- | -- | -- | - | - | - | -- | -- | -- | -- | -- | -- | -- | -- | -- | -- | -- | -- | -- | -- | -- | -- | -- | -- | -- | -- | -- |
| Luogo     | T  | C  | T  | C  | T  | C  | T | C | T | C  | T  | C  | T  | C  | C  | T  | C  | T  | C  | T  | T  | C  | T  | C  | T  | C  | T  | C  | T  | C  |
| Risultato | P  | N  | P  | N  | V  | P  | V | V | V | P  | N  | V  | N  | N  | V  | V  | V  | P  | P  | V  | P  | N  | N  | N  | N  | N  | P  | V  | P  | P  |
| Posizione | 11 | 11 | 14 | 14 | 12 | 14 | 8 | 8 | 6 | 8  | 8  | 6  | 6  | 8  | 6  | 5  | 4  | 5  | 5  | 5  | 5  | 6  | 7  | 6  | 6  | 7  | 7  | 7  | 7  | 9  |

Fonte:  Eliteserien 2019, su altomfotball.no, Altomfotball. URL consultato il 21 marzo 2021 (archiviato dall'url originale il 10 aprile 2021).
Legenda:

Luogo: C = Casa; T = Trasferta. Risultato: V = Vittoria; N = Pareggio; P = Sconfitta.

### Statistiche dei giocatori
| Giocatore            | Eliteserien | Eliteserien | Eliteserien | Eliteserien | Norgesmesterskapet | Norgesmesterskapet | Norgesmesterskapet | Norgesmesterskapet | Europa League | Europa League | Europa League | Europa League | Altre coppe | Altre coppe | Altre coppe | Altre coppe | Totale   | Totale | Totale      | Totale     |
| Giocatore            | Presenze    | Reti        | Ammonizioni | Espulsioni  | Presenze           | Reti               | Ammonizioni        | Espulsioni         | Presenze      | Reti          | Ammonizioni   | Espulsioni    | Presenze    | Reti        | Ammonizioni | Espulsioni  | Presenze | Reti   | Ammonizioni | Espulsioni |
| -------------------- | ----------- | ----------- | ----------- | ----------- | ------------------ | ------------------ | ------------------ | ------------------ | ------------- | ------------- | ------------- | ------------- | ----------- | ----------- | ----------- | ----------- | -------- | ------ | ----------- | ---------- |
| B. Acosta            | 28          | 1           | 5           | 0           | 3                  | 0                  | 0                  | 0                  | 2             | 0             | 0             | 0             |             |             |             |             | 33       | 1      | 5           | 0          |
| D. Bamba             | 21          | 7           | 0           | 0           | 2                  | 0                  | 0                  | 0                  | 2             | 1             | 0             | 0             |             |             |             |             | 25       | 8      | 0           | 0          |
| K. Barmen            | 25          | 1           | 2           | 0           | 3                  | 0                  | 0                  | 0                  | 3             | 0             | 0             | 0             |             |             |             |             | 31       | 1      | 2           | 0          |
| M. Berg Kvinge       | 2           | 0           | 0           | 0           | 0                  | 0                  | 0                  | 0                  | 0             | 0             | 0             | 0             |             |             |             |             | 2        | 0      | 0           | 0          |
| V. Berisha           | 26          | 3           | 4           | 0           | 3                  | 0                  | 0                  | 0                  | 2             | 1             | 1             | 0             |             |             |             |             | 31       | 4      | 5           | 0          |
| M. Bildøy            | 0           | 0           | 0           | 0           | 0                  | 0                  | 0                  | 0                  | 0             | 0             | 0             | 0             |             |             |             |             | 0        | 0      | 0           | 0          |
| C. Eggen Rismark     | 20          | 1           | 0           | 0           | 3                  | 0                  | 0                  | 0                  | 2             | 0             | 0             | 0             |             |             |             |             | 25       | 1      | 0           | 0          |
| A. Eikeseth Mjøs     | 1           | 0           | 0           | 0           | 1                  | 2                  | 0                  | 0                  | 0             | 0             | 0             | 0             |             |             |             |             | 2        | 2      | 0           | 0          |
| T. Grøgaard          | 13          | 0           | 0           | 0           | 4                  | 1                  | 1                  | 0                  | 0             | 0             | 0             | 0             |             |             |             |             | 17       | 1      | 1           | 0          |
| E. Harloff           | 0           | 0           | 0           | 0           | 0                  | 0                  | 0                  | 0                  | 0             | 0             | 0             | 0             |             |             |             |             | 0        | 0      | 0           | 0          |
| F. Haugen            | 14          | 2           | 3           | 0           | 1                  | 0                  | 0                  | 0                  | 2             | 0             | 0             | 0             |             |             |             |             | 17       | 2      | 3           | 0          |
| A. Heggebø           | 5           | 0           | 1           | 0           | 0                  | 0                  | 0                  | 0                  | 0             | 0             | 0             | 0             |             |             |             |             | 5        | 0      | 1           | 0          |
| E. Holmen Johansen   | 3           | -5          | 0           | 0           | 3                  | -5                 | 1                  | 0                  | 0             | 0             | 0             | 0             |             |             |             |             | 6        | -10    | 1           | 0          |
| E. Kalsaas           | 1           | 0           | 0           | 0           | 1                  | 0                  | 0                  | 0                  | 0             | 0             | 0             | 0             |             |             |             |             | 2        | 0      | 0           | 0          |
| A. Karadas           | 13          | 1           | 2           | 0           | 2                  | 1                  | 0                  | 0                  | 1             | 0             | 0             | 0             |             |             |             |             | 16       | 2      | 2           | 0          |
| H. Kjelsrud Johansen | 5           | 0           | 0           | 0           | 2                  | 3                  | 0                  | 0                  | 0             | 0             | 0             | 0             |             |             |             |             | 7        | 3      | 0           | 0          |
| H. Kleppe            | 0           | 0           | 0           | 0           | 0                  | 0                  | 0                  | 0                  | 0             | 0             | 0             | 0             |             |             |             |             | 0        | 0      | 0           | 0          |
| G. Koomson           | 25          | 2           | 1           | 0           | 2                  | 0                  | 0                  | 0                  | 2             | 0             | 0             | 0             |             |             |             |             | 29       | 2      | 1           | 0          |
| R. Kristiansen       | 28          | 0           | 3           | 0           | 0                  | 0                  | 0                  | 0                  | 2             | 0             | 0             | 0             |             |             |             |             | 30       | 0      | 3           | 0          |
| E. Krohnstad         | 0           | 0           | 0           | 0           | 0                  | 0                  | 0                  | 0                  | 0             | 0             | 0             | 0             |             |             |             |             | 0        | 0      | 0           | 0          |
| J. Löfgren           | 1           | 0           | 0           | 0           | 2                  | 0                  | 0                  | 0                  | 0             | 0             | 0             | 0             |             |             |             |             | 3        | 0      | 0           | 0          |
| K. Løkberg           | 11          | 1           | 1           | 0           | 4                  | 0                  | 0                  | 0                  | 1             | 0             | 0             | 0             |             |             |             |             | 16       | 1      | 1           | 0          |
| N. Marthinussen      | 1           | 0           | 0           | 0           | 1                  | 0                  | 0                  | 0                  | 0             | 0             | 0             | 0             |             |             |             |             | 2        | 0      | 0           | 0          |
| S. Marthinussen      | 3           | 0           | 0           | 0           | 0                  | 0                  | 0                  | 0                  | 0             | 0             | 0             | 0             |             |             |             |             | 3        | 0      | 0           | 0          |
| H. Opdal             | 27          | -32         | 0           | 0           | 1                  | -1                 | 0                  | 0                  | 2             | -4            | 0             | 0             |             |             |             |             | 30       | -37    | 0           | 0          |
| A. Ordagić           | 14          | 0           | 1           | 0           | 2                  | 1                  | 0                  | 0                  | 2             | 0             | 0             | 0             |             |             |             |             | 18       | 1      | 1           | 0          |
| H. Ræstad            | 0           | 0           | 0           | 0           | 0                  | 0                  | 0                  | 0                  | 0             | 0             | 0             | 0             |             |             |             |             | 0        | 0      | 0           | 0          |
| H. Rinde             | 0           | 0           | 0           | 0           | 0                  | 0                  | 0                  | 0                  | 0             | 0             | 0             | 0             |             |             |             |             | 0        | 0      | 0           | 0          |
| G. Rólantsson        | 24          | 1           | 0           | 0           | 4                  | 0                  | 1                  | 0                  | 2             | 0             | 0             | 0             |             |             |             |             | 30       | 1      | 1           | 0          |
| P. Strand            | 21          | 3           | 1           | 0           | 3                  | 1                  | 0                  | 0                  | 2             | 0             | 0             | 0             |             |             |             |             | 26       | 4      | 1           | 0          |
| T. Teniste           | 26          | 1           | 3           | 0           | 2                  | 0                  | 1                  | 0                  | 2             | 1             | 0             | 0             |             |             |             |             | 30       | 2      | 4           | 0          |
| V. Wormgoor          | 28          | 5           | 5           | 0           | 2                  | 0                  | 0                  | 0                  | 2             | 0             | 0             | 0             |             |             |             |             | 32       | 5      | 5           | 0          |
| R. Yttergård Jenssen | 26          | 3           | 5           | 0           | 4                  | 0                  | 0                  | 0                  | 2             | 0             | 0             | 0             |             |             |             |             | 32       | 3      | 5           | 0          |